# République socialiste soviétique de Lituanie
 (juillet 2024).
Si vous disposez d'ouvrages ou d'articles de référence ou si vous connaissez des sites web de qualité traitant du thème abordé ici, merci de compléter l'article en donnant les références utiles à sa vérifiabilité et en les liant à la section « Notes et références ».
1940–1941
1944–1990
Entités précédentes :
- République de Lituanie

Entités suivantes :
- République de Lituanie

Pour un article plus général, voir Occupation et annexion des pays baltes.

Premier drapeau, adopté en 1940.

Dernier drapeau, adopté en 1988.

La république socialiste soviétique (RSS) de Lituanie (en lituanien : Lietuvos Tarybų Socialistinė Respublika ; en russe : Литовская Советская Социалистическая Республика, Litovskaïa Sovetskaïa Sotsialistitcheskaïa Respoublika ; littéralement « République socialiste des conseils de Lituanie / lituanienne ») est l'une des 15 républiques formant l'Union soviétique. Elle existe de 1940 à 1941, puis de 1944 jusqu'à la dislocation de l'URSS en 1991.

## Histoire
La république socialiste soviétique de Lituanie est proclamée le 21 juillet 1940 et unie à l'URSS le 3 août 1940, en même temps que l'Estonie et la Lettonie.
La Lituanie reçut un ultimatum de l'Union soviétique, le 14 juin 1940, exigeant la démission de son gouvernement. Elle fut envahie par l'Armée rouge le lendemain. Après son annexion, elle reçoit une petite part du territoire polonais annexé en 1939.
Après une période d'occupation allemande entre 1941 et 1944, la RSS de Lituanie fut rétablie en juillet 1944. Elle est dirigée d'une main de fer par le Parti communiste de Lituanie jusqu'en 1989.

## Économie
L'économie est collectivisée entre 1947 et 1952. En 1990, le PIB par habitant de la RSS de Lituanie s'élève à 8 591 $, soit un montant bien supérieur à celui du reste de l'URSS (moyenne de 6 871 $) mais inférieur de moitié aux pays occidentaux.

## Indépendance
Elle proclame son indépendance le 11 mars 1990 et celle-ci est reconnue par l'URSS le 6 septembre 1991.

## Dirigeants

### Présidents du Conseil des ministres
- Mečislovas Gedvilas (25 août 1940 – 16 janvier 1956)
- Motiejus Šumauskas (16 janvier 1956 – 14 avril 1967)
- Juozas Maniūšis (14 avril 1967 - 16 janvier 1981)
- Ringaudas Bronislovas Songaila (16 janvier 1981 – 18 janvier 1985)
- Vytautas Sakalauskas (18 janvier 1985 - 17 mars 1990)

## Personnalités
- Laima Griciūtė (1926-2018), oncologue lituanienne